# Liste der Bodendenkmale in Ganderkesee
In der Liste der Bodendenkmale in Ganderkesee sind die Bodendenkmale der niedersächsischen Gemeinde Ganderkesee aufgeführt. Die Quelle ist der Denkmalatlas Niedersachsen.
- Diese Liste erhebt keinen Anspruch auf Vollständigkeit.
- Die Angaben ersetzen nicht die rechtsverbindliche Auskunft der zuständigen Denkmalschutzbehörde.
- Es sind nur Daten aus dem Denkmalatlas verarbeitet.
- Der Stand der Liste ist der 9. Juni 2025.

Ganderkesee im Landkreis Oldenburg

## Allgemein
In den Spalten finden sich folgende Informationen des Bodendenkmales:
| Lage         | geographische Koordinaten                                                           |
| Bezeichnung  | Bezeichnung lt. Denkmalatlas                                                        |
| Beschreibung | Beschreibung lt. Denkmalatlas                                                       |
| ID           | Objekt-ID                                                                           |
| Bild         | Bild, ggf. zusätzlich mit Link zu weiteren Fotos im Medienarchiv Wikimedia Commons. |

## Ganderkesee
| Lage                                    | Bezeichnung                     | Beschreibung | ID       | Bild           |
| --------------------------------------- | ------------------------------- | --- | -------- | -------------- |
| 53° 2′ 27″ N, 8° 27′ 2″ O               | Ganderkesee 4, Großsteingrab    | Von dem Grab sind heute noch zwei oder drei Decksteine erhalten. Einer von ihnen liegt eventuell noch in situ. Aus dem flachen Hügel ragen mehrere Tragsteine hervor, die jedoch keine Struktur erkennen lassen. (Sprockhoff Nr. 929). | 28967972 | Weitere Bilder |
| Am Hünengrab 53° 4′ 31″ N, 8° 33′ 18″ O | Ganderkesee 6, Großsteingrab    | Rest eines Großsteingrabes. Die erhaltene Steinkammer ist NO-SW orientiert. Das Grab hat zwei Schmalseitenträger und an den Langseiten jeweils vier Trägersteine. Der südwestliche Teil ist zerstört. Heute sind noch drei Decksteine zu sehen, von denen zwei gesprengt wurden. Sie liegen in der Kammer. Der südwestliche Deckstein ist aufgelegt. Die Kammer hat eine lichte Weite von 15 × 1,8 m. Unmittelbar südwestlich des Großsteingrabes liegen drei weitere Steine. Ein anderer Stein östlich. (Sprockhoff Nr. 930). | 28967970 | Weitere Bilder |
| 53° 4′ 15″ N, 8° 33′ 31″ O              | Ganderkesee 8, Grabhügel        | Durchmesser ca. 15 m und Höhe ca. 1,2 m. Im Zentrum oberflächlich gestört und am Rand leichte Eingrabungen. | 28968085 | BW             |
| 53° 4′ 17″ N, 8° 33′ 29″ O              | Ganderkesee 10, Grabhügel       | Größe ca. 35 × 26 m und Höhe ca. 2,5 m. Unregelmäßig oval. | 28968086 | BW             |
| 53° 4′ 16″ N, 8° 33′ 35″ O              | Ganderkesee 11, Grabhügel       | Durchmesser ca. 26 m und Höhe ca. 2,5 m. Mit einer unbedeutenden Aufgrabung. | 28968087 | BW             |
| 53° 4′ 14″ N, 8° 33′ 33″ O              | Ganderkesee 12, Grabhügel       | Durchmesser ca. 23 m und Höhe ca. 1,7 m. Stark abgeflachte Kuppe und deutlich abgesetztem Hügelfuß. | 28968088 | BW             |
| 53° 4′ 15″ N, 8° 33′ 38″ O              | Ganderkesee 13, Grabhügel       | Durchmesser ca. 15 m und Höhe ca. 1,5 m. Mit abgesetzten Hügelfuß sowie seichter Eingrabung im Kuppenbereich. | 28968089 | BW             |
| 53° 4′ 14″ N, 8° 33′ 35″ O              | Ganderkesee 14, Grabhügel       | Durchmesser ca. 20 m und Höhe ca. 1,6 m. Im südlichen, westlichen und nördlichen Bereich alte Eingrabungen. Kuppe unregelmäßig, Hügelfuß deutlich abgesetzt. | 28968084 | BW             |
| 53° 4′ 40″ N, 8° 32′ 2″ O               | Ganderkesee 18, Grabhügel       | Durchmesser ca. 30 m und Höhe ca. 1,6 m. Hochgewölbt. | 28968092 | BW             |
| 53° 4′ 39″ N, 8° 32′ 7″ O               | Ganderkesee 19, Grabhügel       | Durchmesser ca. 13 m und Höhe ca. 0,7 m. Südlicher Rand von Begrenzungswall überdeckt. | 28968094 | BW             |
| 53° 4′ 39″ N, 8° 32′ 8″ O               | Ganderkesee 20, Grabhügel       | Durchmesser ca. 16 m und Höhe ca. 0,9 m. Östliche Hälfte durch Forstweg abgetragen. | 28968096 | BW             |
| 53° 4′ 39″ N, 8° 32′ 7″ O               | Ganderkesee 21, Grabhügel       | Durchmesser ca. 15 m und Höhe ca. 0,9 m. Östliche und nördliche Seite von Forstweg angeschnitten. | 28968098 | BW             |
| 53° 4′ 40″ N, 8° 32′ 7″ O               | Ganderkesee 22, Grabhügel       | Durchmesser ca. 15 m und Höhe ca. 0,8 m. Am südlichen Rand von Forstweg angeschnitten. | 28968099 | BW             |
| 53° 4′ 40″ N, 8° 32′ 7″ O               | Ganderkesee 23, Grabhügel       | Durchmesser ca. 12 m und Höhe ca. 0,7 m. Durch Erdaufwürfe und Abtragungen unförmig und stark gestört. | 28968101 | BW             |
| 53° 4′ 39″ N, 8° 32′ 8″ O               | Ganderkesee 24, Grabhügel       | Durchmesser ca. 15 m und Höhe ca. 1,7 m. Hochgewölbt, im Westen von Forstweg angeschnitten. | 28968103 | BW             |
| 53° 4′ 40″ N, 8° 32′ 10″ O              | Ganderkesee 25, Grabhügel       | Durchmesser ca. 20 m und Höhe ca. 1 m. Zerfurchte Oberfläche, an der östlichen Seite leicht abgesetzt. | 28968104 | BW             |
| 53° 4′ 42″ N, 8° 32′ 8″ O               | Ganderkesee 26, Grabhügel       | Durchmesser ca. 22 m und Höhe ca. 1 m. Am Nordrand von Fahrspuren gestört. | 28968200 | BW             |
| 53° 4′ 43″ N, 8° 32′ 5″ O               | Ganderkesee 27, Grabhügel       | Durchmesser ca. 26 m und Höhe ca. 0,9 m. | 28968204 | BW             |
| 53° 4′ 45″ N, 8° 32′ 5″ O               | Ganderkesee 28, Grabhügel       | Durchmesser ca. 23 m und Höhe ca. 1,1 m. An nördlicher Seite durch Begrenzungswall mit Graben gestört. | 28968206 | BW             |
| 53° 4′ 43″ N, 8° 31′ 59″ O              | Ganderkesee 29, Grabhügel       | Durchmesser ca. 16 m und Höhe ca. 1 m. An Westseite durch Einkuhlungen sowie angrenzenden Wall mit Graben stark gestört. Im Zentrum ein Kopfstich und Grabungsschnitt in Nord-Ost-Richtung. | 28968208 | BW             |
| 53° 2′ 16″ N, 8° 30′ 48″ O              | Ganderkesee 43, Grabhügel       | Durchmesser ca. 15 m und Höhe ca. 1,8 m. Hochgewölbt. | 28968202 |                |
| 53° 1′ 37″ N, 8° 33′ 17″ O              | Ganderkesee 58, Grabhügel       | Durchmesser ca. 17 m und Höhe ca. 1 m. Abgesetzter Rand im Westen und Osten. | 28968217 | BW             |
| 53° 1′ 30″ N, 8° 33′ 34″ O              | Ganderkesee 59, Grabhügel       | Durchmesser ca. 18 m und Höhe ca. 1 m. | 28968218 | BW             |
| 53° 1′ 41″ N, 8° 29′ 37″ O              | Ganderkesee 61, Heidenwall      | Ringwallanlage vermutlich aus dem 9. oder 10. Jahrhundert mit ovalem Grundriss von 82,5 × 66 m. | 28942998 |                |
| 53° 0′ 30″ N, 8° 32′ 39″ O              | Ganderkesee 109, Landwehr       | Teilstück ID: 37550227 | 28967976 |                |
| 53° 0′ 5″ N, 8° 30′ 31″ O               | Ganderkesee 110, Landwehr       | Teilstück ID: 37550237 Teilstück ID: 37550246 | 28968075 |                |
| 53° 0′ 20″ N, 8° 33′ 21″ O              | Ganderkesee 122, Landwehr       | Teilstück ID: 36072298 | 28968081 | BW             |
| 53° 0′ 29″ N, 8° 32′ 49″ O              | Ganderkesee 123, Landwehr       | Teilstück ID: 37550259 | 28968076 | BW             |
| 53° 0′ 30″ N, 8° 32′ 50″ O              | Ganderkesee 124, Landwehr       | Teilstück ID: 36079919 | 28968077 | BW             |
| 53° 0′ 29″ N, 8° 33′ 11″ O              | Ganderkesee 125, Landwehr       | Teilstück ID: 36081553 | 28942894 | BW             |
| 53° 1′ 39″ N, 8° 35′ 56″ O              | Ganderkesee 128, Burg Schlutter | | 37538037 | BW             |